# Żelisław (województwo łódzkie)
Żelisław – wieś w Polsce położona w województwie łódzkim, w powiecie sieradzkim, w gminie Błaszki, w odległości 2 km na południe od Błaszek, nad rzeczką Cienią.
W latach 1975–1998 miejscowość położona była w województwie sieradzkim.

## Historia
Nazwę swą wzięła od słowiańskiego imienia Żelisław. O starożytności osadnictwa tej wsi świadczą liczne znaleziska archeologiczne tu znajdowane.

Pierwsza wzmianka o wsi pochodzi z 1357 roku, kiedy to wymieniona zostaje w liczbie posiadłości kościoła gnieźnieńskiego, a w roku 1411 był zapis o bliżej nieznanym Joh(anie) de Żelisław. W 1520 roku nazwa brzmiała Szeleslawy, a obecnie miano przyjęło się od początku XIX wieku. Według dokumentów woj. Sieradzkiego z 1553 oku wieś Żelisław miała 6,5 łana
Wieś w ręce prywatne dostała się w XVI wieku. W wieku XVII i XVIII jest własnością Bartochowskich herbu Rola. Perypetie życia jednego z Bartochowskich – Stanisława przedstawił w powieści historycznej pt. "Bartochowski" Kajetan Kraszewski. Tenże Stanisław w marcu 1755 roku zjawia się w Żelisławiu po rodzinna schedę i wynosi się na Podlasie, gdzie w roku 1788 zostaje stolnikiem bielskim.
W 1749 roku Żelisław z siedmioma folwarkami, trzema młynami, cegielnią i kilkoma karczmami przechodzi w ręce Błeszyńskich herbu Suchekomnaty. Pierwszym właścicielem z tego rodu był podkomorzy sieradzki Tomasz Jan. Na uwagę zasługują dwaj przedstawiciele tej familii – Abdon, uczestnik powstania listopadowego i jego syn Zdzisław – uczestnik powstania styczniowego, oficer pruski, który dowodził szwadronem jazdy powstańczej u gen. Edmunda Taczanowskiego.

Ostatnimi właścicielami Żelisławia, do których należały także Wójcice, Janowice, Dębiniec, Zaborów i Sarny, byli Kochanowscy herbu Korwin. Majątek ten został wcześniej odebrany Błeszyńskim na mocy ukazu carskiego za udział w powstaniu w 1863 roku wspomnianego Zdzisława. W 1883 roku umiera Józef Kochanowski, w 1879 jego syn Tadeusz, a w początkach XX wieku (1907–1910) majątek ulega parcelacji. Największą część o powierzchni 114 mórg nabywa niejaki Wawrzyniec Janas. Obejmowała ona dwór z parkiem i zabudowania gospodarcze. Janas resztówkę dworską podzielił na mniejsze działki i wyprzedał. Wśród nabywców największą działkę, która obejmowała dwór z parkiem, o powierzchni 45 mórg kupił Paweł i Tomasz Czarnkowie. Transakcja ta miała miejsce w 1912 roku i odtąd resztówka dworska jest w posiadaniu tej rodziny.
Z dawnego założenia dworskiego pozostały jedynie dwa obiekty: dwór Błeszyńskich i zabudowania mieszkalne oficjalistów dworskich. We dworze zbudowanym przypuszczalnie w połowie XVIII wieku przez Tomasza Jana Błeszyńskiego. Od ponad 80 lat zamieszkuje rodzina Czarnków. Domniemany budowniczy dworu się w 1710 roku w Tubądzinie. Tomasz Błeszyński piastował różne urzędy ziemskie w województwie sieradzkim, cześnika sieradzkiego od 1746 roku, stolnika od 1750 roku, chorążego od 1760 rok i podkomorzego od 1762 roku.
Murowany dwór został zaprojektowany w stylu niezmiernie popularnym w Rzeczypospolitej sarmackiej na tzw. godzinę 11. Parterowy budynek bez piwnic miał mieszkalne poddasze, na którym pomieszczenia mieszkalne znajdowały się w szczytach budynku i dwóch facjatkach. Przed wejściem do dworu znajdował się podjazd z owalnym klombem. Znajdujące się w centrum fasady frontowej wejście prowadziło do sieni, z której wychodziło się na wprost salonu, w lewo do gabinetu właściciela, w prawo do pokoju dziecinnego. Od strony ogrodowej na lewo od salonu była jadalnia, a po prawej sypialnia. Facjata od strony ogrodu była wysunięta przed ścianę w formie ryzalitu, do której był dobudowany balkon wsparty na 4 filarach, pod którym istniało wejście z salonu do ogrodu. Na północ od dworu znajdował się budynek kuchni.
Dwór był otoczony rozległym parkiem z sadzawką, na której umieszczono wyspę z altanką. Pośród parku, między dworem a sadzawką rozpościerał się ogród w tzw. stylu sarmackim (prostokątny parter zamykały z trzech stron strzyżone zielone tunele – bindaże z grabów, z czwartej strony był ogród otwarty ku słońcu). W tej klamrze wysokiej zieleni powstał dogodny mikroklimat zbawienny dla wszystkich domowników.
Zabudowania gospodarcze znajdowały się na południe od dworu. Na wprost bramy wjazdowej po drugiej stronie drogi prowadzącej do Błaszek, była kaplica publiczna.
W 1827 roku było już we wsi 50 domostw z 475 mieszkańcami. Znajdowały się tu także dwa młyny, wiatrak, cegielnia, karczma, trzy sklepy. W Żelisławiu mieszkało 5 szewców, 2 płócienników, 2 stolarzy, 2 sitarzy, 2 bednarzy, kowal i ślusarz. Przez wieś przebiegał również trakt Poczty Królewskiej.

Liczne zmiany właścicieli na przełomie XIX i XX wieku doprowadziły dwór do ruiny i dewastacji parku, a także do rozbiórki części budynków gospodarczych. Tomasz Czarnek w ramach porządkowania gospodarstwa usunął część dawnego parku, zlikwidował wysepkę na sadzawce i w 1917 roku dokonał remontu i przebudowy dworu. Prace te spowodowały częściową zmianę jego pierwotnego wyglądu. Zniknęły facjaty o ogrodowy ryzalit, zamurowano okna w szczytach. Obszerne wnętrza podzielono na mniejsze, bardziej funkcjonalne oraz dobudowano drewniany ganek. W kilka lat po odzyskaniu przez Polskę niepodległości w dworku znalazła miejsce klasa szkoły powszechnej.
Z wyposażenia wnętrz zachowały się drzwi, fragmenty starych pieców kaflowych, kilka parkietów oraz unikalna szafa na uprząż.
We wrześniu 1939 roku w żelisławskim dworku kwaterował oddział wojsk niemieckich pod dowództwem hrabiego Johana von Loringhoffena, a kilkanaście dni później rodzina Czarnków została wysiedlona ze swego domu.

Obecnie w dworze mieszka już piąte pokolenie rodziny Czarnków.

## Zabytki
Zachował się dwór murowany Błeszyńskich z 2 poł. XVIII w. Po konfiskacie dworu portrety przodków rodu przekazano do Muzeum Uniwersytetu Jagiellońskiego w Krakowie. Monumentalny grobowiec rodzinny na cmentarzu w Błaszkach służy jako dom przedpogrzebowy. Nad stawem na rzeczce Cieni – młyn, dawniej o napędzie wodnym, zamknięty w 2018 roku.

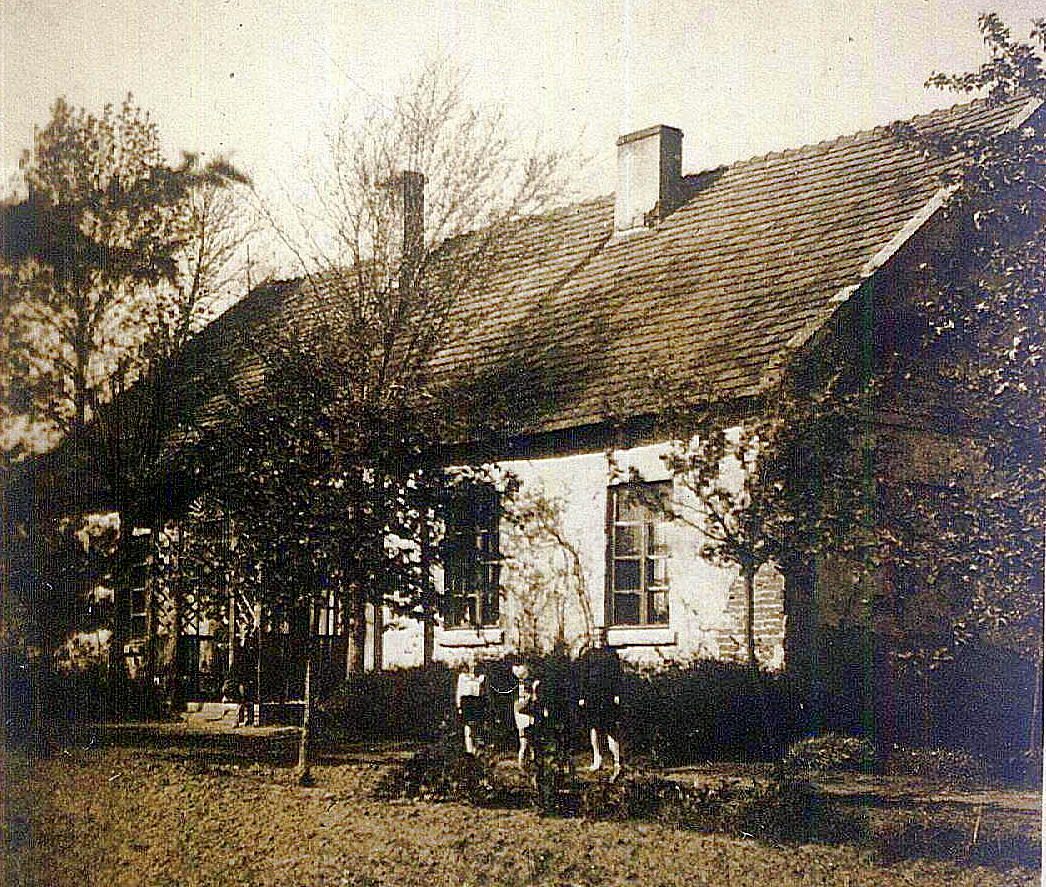
Dwór Błeszyńskich w Żelisławiu z około poł. XVIII wieku. Zdjęcie przedstawia stan z 1956 roku.